# Diponthus pycnostictus
Diponthus pycnostictus är en insektsart som beskrevs av Francois Jules Pictet de la Rive och Henri Saussure 1887. Diponthus pycnostictus ingår i släktet Diponthus och familjen Romaleidae. Inga underarter finns listade i Catalogue of Life.